# Atractodes podagricus
Atractodes podagricus là một loài tò vò trong họ Ichneumonidae.